# Leucopis cinarophaga
Leucopis cinarophaga är en tvåvingeart som beskrevs av Tanasijtshuk 1962. Leucopis cinarophaga ingår i släktet Leucopis och familjen markflugor. Arten är reproducerande i Sverige. Inga underarter finns listade i Catalogue of Life.